# Акапетауа
Акапетауа (исп. Acapetahua) — посёлок на юго-востоке Мексики в штате Чьяпас, входит в состав одноимённого муниципалитета и является его административным центром. Численность населения, по данным переписи 2020 года, составила 6247 человек.

## Топонимика
Название Acapetahua с языка науатль можно перевести как — владеющие тростниковыми петатами.

## История
Поселение было основано ацтеками в период с 1486—1502 годы. В 1611 году там проживало 60 человек.
В 1908 году до Акапетауа протягивается Панамериканская железная дорога и возводится железнодорожная станция.